# Teatr Pneumatyczny
Teatr Pneumatyczny – teatr amatorski działający w Augustowie od stycznia 2018 roku. Grupa powstała z inicjatywy Pawła Leszkowicza i od początku swego istnienia działa przy Augustowskich Placówkach Kultury. Teatr Pneumatyczny zrzesza młodzież i dorosłych, którzy wspólnie przygotowują spektakle teatralne oraz uczą się improwizacji teatralnej.
Nazwa grupy pochodzi od słowa Pneuma (gr. πνεῦμα; trl. pneuma – tchnienie) i wiąże się z aktywnym, dynamicznym czynnikiem przeciwstawnym pierwiastkowi biernemu. Wskazuje, że głównym celem twórców Teatru Pneumatycznego jest tworzenie sztuki, która ma poruszać, jednocześnie dając odbiorcom możliwość złapania oddechu od codziennych trudności. Poprzez skojarzenie nazwy z młotem pneumatycznym, twórcy Teatru Pneumatycznego wskazują samym sobie na konieczność działania z energią, werwą.
Wybrane spektakle i projekty teatralne:
- "Jezioro", reż. Paweł Leszkowicz; premiera: czerwiec 2018[4][5]
- "Marianna", reż. Paweł Leszkowicz; premiera: lipiec 2018[6]
- "Osaczenie", reż. Paweł Leszkowicz; premiera: styczeń 2019[7][8]
- "Planeta", reż. Bożena Bendig; premiera: październik 2019[9][10][11]
- "Bogini niezgody", reż. Paweł Leszkowicz; premiera: styczeń 2020[12][13]
- "Sekret Misia Gagatka", reż. Paweł Leszkowicz; premiera: wrzesień 2020[14][15]
- "Apokalipsa", reż. Paweł Leszkowicz; premiera: październik 2021[16][17]
- "Słoiki, czyli skrócony kurs robienia przetworów", reż. Paweł Leszkowicz; premiera: listopad 2021[18][19]
- "Zagraj to, młody!", reż. Paweł Leszkowicz; premiera: marzec 2023[20][21]

## Spektakle

### Jezioro (na podstawie,,Mewy"Antoniego Czechowa)
- Reżyseria: Paweł Leszkowicz
- Muzyka: Mateusz Wróbel
- Scenografia: Izabela Cembor, Renata Rybsztat
- Premiera: 14 czerwca 2018
- Obsada: Martyna Chodacz, Wioletta Czokajło, Anna Gajdzińska, Gabriela Kleczkowska, Aleksandra Masiejczyk, Adam Granacki, Michał Gudewicz, Paweł Leszkowicz

### Osaczenie
- Reżyseria: Paweł Leszkowicz
- Kostiumy: Izabela Cembor
- Muzyka: Mateusz Wróbel
- Scenografia: Izabela Cembor, Renata Rybsztat
- Premiera: 14 stycznia 2019
- Obsada: Adam Granacki, Wioletta Czokajło, Konrad Milanowski, Agata Konkiel, Karolina Wiszyńska, Dawid Sujata, Małgorzata Kulik

### Planeta (autorstwaJewgienija Griszkowca)
- Reżyseria: Bożena Bendig
- Kostiumy: Izabela Cembor
- Muzyka: Elżbieta Granacka
- Scenografia: Izabela Cembor, Renata Rybsztat, Dariusz Sieńkowski
- Premiera: 31 października 2019
- Obsada: Paweł Leszkowicz, Martyna Chodacz/Agata Konkiel

### Bogini Niezgody (na podstawie,,Chłopców z Placu Broni"Ferenca Molnára)
- Reżyseria: Paweł Leszkowicz
- Scenariusz: Paweł Leszkowicz
- Kostiumy: Anna Gajdzińska, Izabela Cembor
- Muzyka: Mateusz Wróbel
- Scenografia: Izabela Cembor, Renata Rybsztat
- Premiera: 5 stycznia 2020
- Obsada: Anna Gajdzińska, Agata Konkiel, Dawid Sujata, Martyna Chodacz, Adam Granacki, Kornad Milanowski, Aleksandra Masiejczyk, Mateusz Olszewski, Karolina Wiszyńska, Małgorzata Kulik, Kaja Granacka

### Sekret Misia Gagatka (na podstawie „The Sound of Murder” Williama Fairchilda)
- Reżyseria: Paweł Leszkowicz
- Kostiumy: praca zespołowa
- Muzyka: Mateusz Wróbel
- Scenografia: Izabela Cembor, Renata Rybsztat
- Premiera: 30 września 2020
- Obsada: Anna Gajdzińska, Adam Granacki, Karol Prymaka/Paweł Leszkowicz, Aleksandra Masiejczyk/Monika Dobrowolska, Karolina Wiszyńska, Szymon Jaworowski/Konrad Milanowski

### Apokalipsa
- Reżyseria: Paweł Leszkowicz
- Scenariusz: Paweł Leszkowicz na podstawie wywiadów i improwizacji Kai Granackiej, Małgorzaty Kulik, Mateusza Olszewskiego, Weroniki Ostrokołowicz, Katarzyny Prokop, Weroniki Rółkowskiej, Rafała Witkowskiego
- Kostiumy: praca zespołowa
- Scenografia: praca zespołowa
- Premiera: 31 października 2021
- Obsada: Kaja Granacka, Małgorzata Kulik, Mateusz Olszewski, Weronika Ostrokołowicz, Katarzyna Prokop, Weronika Rółkowska, Rafał Witkowski, Paweł Leszkowicz (głos)

### Słoiki, czyli skrócony kurs robienia przetworów
- Reżyseria: Paweł Leszkowicz
- Scenariusz: Paweł Leszkowicz
- Kostiumy: praca zespołowa
- Muzyka: Martyna Kotarska, Krystian Czaja
- Scenografia: Renata Rybsztat, Dariusz Sieńkowski
- Premiera: 14 listopada 2021
- Obsada: Martyna Chodacz/Martyna Kotarska, Katarzyna Florkiewicz/Karolina Wiszyńska, Adam Granacki, Szymon Jaworowski, Paweł Leszkowicz/Dawid Sujata, Konrad Milanowski (głos)

### Zagraj to, młody!
- Reżyseria: Paweł Leszkowicz
- Scenariusz: Konrad Milanowski na podstawie bajki Aleksandry Masiejczyk
- Kostiumy: praca zespołowa
- Muzyka: Martyna Kotarska
- Scenografia: Szymon Jaworowski
- Premiera: 26 marca 2023
- Obsada: Aleksandra Masiejczyk, Konrad Milanowski/Dariusz Pawłowski, Szymon Jaworowski/Krzysztof Białobłocki, Dawid Sujata/Kinga Piotrowska, Przemysław Stasiulewicz